# 盲鮰
盲鮰為輻鰭魚綱鯰形目北美鯰科的其中一種，被IUCN列為瀕危保育類動物，分布於中美洲墨西哥Sierra de Santa Rosa流域，棲息在洞穴湧泉區，受到過度漁撈及水汙染的威脅。